# Werner Winsemann
Werner JH Winsemann (Bremen; 15 de enero de 1933) es un exárbitro de fútbol alemán nacionalizado canadiense. Es el único árbitro canadiense seleccionado para una Copa del Mundo.

## Trayectoria
Dirigió la Copa Mundial de la FIFA 1974 como árbitro y juez de línea. En la Copa Mundial de Argentina 1978 actuó como juez de línea (ahora llamado árbitro asistente) únicamente.
También trabajó en los torneos de fútbol de los Juegos Olímpicos de Múnich 1972 y Montreal 1976.